# بيت الحكمة (الشارقة)
يقع بيت الحكمة على بعد 10 كم من وسط مدينة الشارقة، بالقرب من مطار الشارقة الدولي في المدينة الجامعية، ويتميز المبنى بتصميمه الهندسي المعاصر ويتكون من طابقين و100 ألف كتاب. يُجسّد بيت الحكمة لقب الشارقة كعاصمة الكتاب والثقافة.

## نبذة عامة
افتتح سلطان بن محمد القاسمي عضو المجلس الأعلى في الإمارات العربية المتحدة وحاكم مدينة الشارقة بيت الحكمة في التاسع عشر من كانون الأول/ديسمبر عام 2020، بعد عامٍ من نيل الشارقة لقب «العاصمة العالمية للكتاب» من قِبل منظمة الأمم المتحدة للتربية والعلم والثقافة (يونسكو). جسَّدَ المبنى رؤية سلطان القاسمي للمكاتب، وهي رؤية مزدوجة، ثقافية واجتماعية، ولذا تتضمن المكتبة العديد من المرافق الاجتماعية إضافة إلى كتبها.
يُعدُّ بيت الحكمة أحدث نموذج في العالم لمكتبات المستقبل، وإصافة إلى العدد الكبير من الكتب الورقية التي يتضمنها، فإنه يحوي أيضًا ما يُقَارب مائتي ألف كتابٍ إلكتروني. تُقام في المكتبة فعاليات عديدة تشمل جلسات نقاشية وورشات عملية ومعارض فنية.

## مرافق المكتبة
اسبريسو الكتب
هي محطة خدمة ذاتية لديها القدرة على طباعة الكتب بسرعة فائقة.
مخبر الجزري
يحتوي المخبر على آلات متعددة مثل الطابعات ثلاثيات الأبعاد وآلة التحكم الرقمي وقاطع الليزر.
ديوان السيدات
قاعة خصيصا للسيدات.
ساحة القارئ الصغير
ساحة صُمّمت للأطفال من سن الثالثة إلى سنّ العاشرة.